# Vincenzo Stocco
Vincenzo Stocco (Feroleto Antico, 3 ottobre 1822 – Portici, 1º luglio 1893) è stato un politico italiano, senatore del Regno d'Italia nella XVII legislatura.
Fu anche prodittatore di Catanzaro dal 1860 al 1861.